# 클리타임네스트라

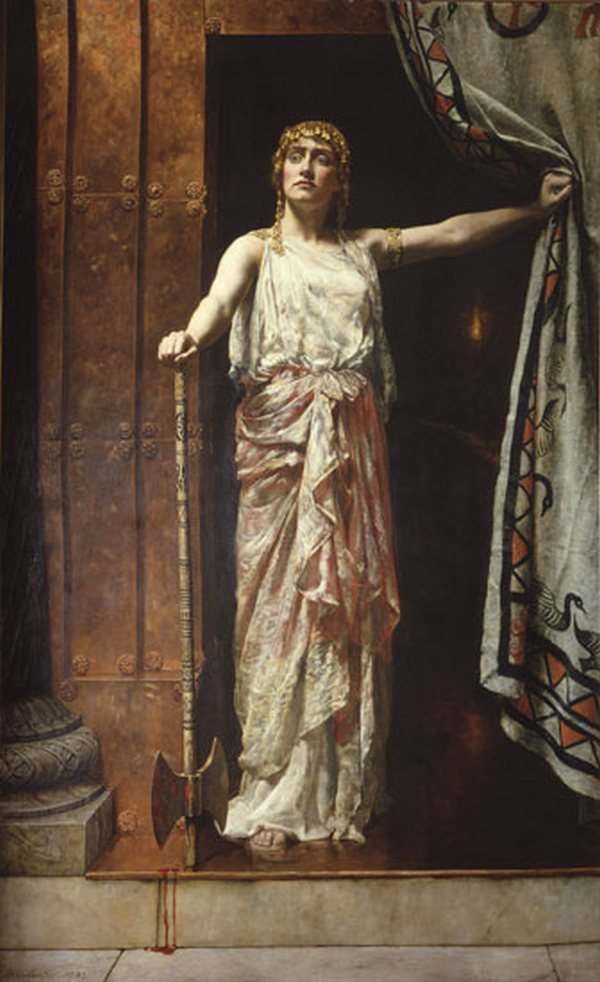
존 콜리어가 1882년에 그린 《살인한 후의 클리타임네스트라》, 길드홀 아트 갤러리 소장

클리템네스트라(그리스어: Κλυταιμνήστρα, Clytemnestra)는 스파르타의 왕 틴다레오스와 왕비 레다 사이에서 태어난 딸이다.
미케네의 왕 아가멤논의 아내로, 이피게네이아, 엘렉트라, 오레스테스를 낳았다. 아가멤논이 트로이 전쟁 때에 원정을 떠난 사이, 아이기스토스와 밀회하여 트로이에서 돌아온 아가멤논과 그의 애인이었던 카산드라를 살해하였다. 나중에 아들 오레스테스와 딸 엘렉트라에 의해 아이기스토스와 함께 살해된다. 호메로스, 아이스킬로스, 소포클레스등이 그녀를 소재로 하여 다양한 비극을 만들었다.
그녀의 무덤은 미케네 성의 밖에 있는데, 이는 그녀가 왕을 죽였기 때문에 성안에 묘를 만들지 못하고 밖에다 만든 것이라 한다.

## 같이 보기
- 오이디푸스
- 아가멤논
- 아트레우스
- 엘렉트라

## 참고 문헌
- 아폴로도로스, 천병희 옮김, 《원전으로 읽는 그리스 신화》, 도서출판 숲, 2004. ISBN 978-89-91290-00-6 03210